# Beauraing
Beauraing là một đô thị ở tỉnh Namur. Tại thời điểm ngày 1 tháng 1 năm 2006, Beauraing có dân số 8.344 người. Tổng diện tích là 174,55 km², với mật độ dân số 48 người trên mỗi km2.